# Diphyus lalandei
Diphyus lalandei är en stekelart som först beskrevs av Brulle 1846.  Diphyus lalandei ingår i släktet Diphyus och familjen brokparasitsteklar. Inga underarter finns listade i Catalogue of Life.